# Voivodeni
Voivodeni ou Vajdaszentivány en hongrois (Johannisdorf en allemand) est une commune roumaine du județ de Mureș, dans la région historique de Transylvanie et dans la région de développement du Centre.

## Géographie
La commune de Voivodeni est située dans le nord du județ, sur les bords du Luț, affluent de la rive gauche du Mureș, dans les collines de Mădărăș, à 15 km au sud-ouest de Reghin et à 25 km au nord de Târgu Mureș, le chef-lieu du județ.
La municipalité est composée des deux villages suivants (population en 2002) :
- Toldal (284) ;
- Voivodeni (1 673), siège de la municipalité.

## Histoire
La première mention écrite du village date de 1332 sous le nom de Sancto Johanne.
La commune de Voivodeni a appartenu au royaume de Hongrie, puis à l'empire d'Autriche et à l'Empire austro-hongrois.
En 1876, lors de la réorganisation administrative de la Transylvanie, elle a été rattachée au comitat de Maros-Torda.
La commune de Voivodeni a rejoint la Roumanie en 1920, au traité de Trianon, lors de la désagrégation de l'Autriche-Hongrie. Après le deuxième arbitrage de Vienne, elle a été occupée par la Hongrie de 1940 à 1944, période durant laquelle sa petite communauté juive fut exterminée par les nazis. Elle est redevenue roumaine en 1945.

## Politique
| Parti | Parti                                      | Sièges |
| ----- | ------------------------------------------ | ------ |
|       | Parti social-démocrate (PSD)               | 7      |
|       | Union démocrate magyare de Roumanie (UDMR) | 3      |
|       | Parti civique magyar (PCM)                 | 1      |

## Religions
En 2002, la composition religieuse de la commune était la suivante :
- Réformés, 57,23 % ;
- Chrétiens orthodoxes, 31,78 % ;
- Adventistes du septième jour, 4,29 % ;
- Catholiques romains, 2,29 %.

## Démographie
En 1910, la commune comptait 675 Roumains (28,45 %) et 1 564 Hongrois (65,91 %).
En 1930, on recensait 895 Roumains (36,94 %), 1 223 Hongrois (50,47 %), 16 Allemands (0,66 %), 24 Juifs (0,99 %) et 263 Tsiganes (10,85 %).
En 2002, 622 Roumains (31,78 %) côtoient 1 174 Hongrois (59,98 %) et 156 Tsiganes (7,97 %). On comptait à cette date 694 ménages et 808 logements.
| 1850  | 1880  | 1900  | 1910  | 1930  | 1956  | 1977  | 1992  | 2002  |
| ----- | ----- | ----- | ----- | ----- | ----- | ----- | ----- | ----- |
| 1 991 | 2 047 | 2 351 | 2 373 | 2 423 | 2 849 | 2 537 | 2 124 | 1 957 |

| 2007  | - | - | - | - | - | - | - | - |
| ----- | - | - | - | - | - | - | - | - |
| 1 832 | - | - | - | - | - | - | - | - |

## Économie
L'économie de la commune repose sur l'agriculture et l'élevage.

## Communications

### Routes
La commune est située sur la route régionale DJ154J Breaza-Glodeni, à proximité de la route nationale DN15 Târgu Mureș-Reghin.

## Lieux et monuments
- Voivodeni, église réformée des XVe siècle et XVIIIe siècle avec son mur d'enceinte.

- Voivodeni, manoir Zichy de style baroque, construit au XVIIIe siècle.